# Biały Grzbiet

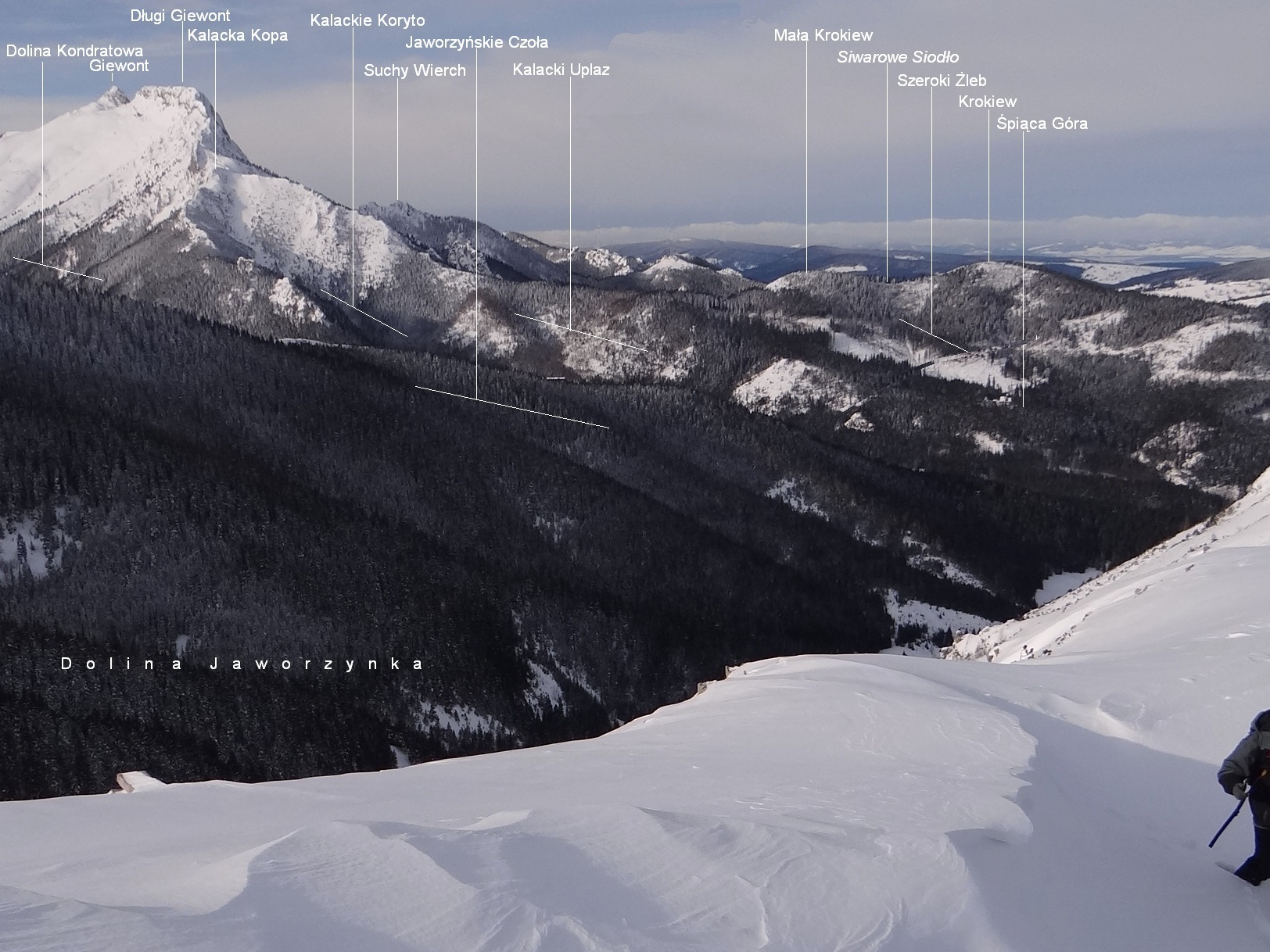
Widok ze Skupniowego Upłazu

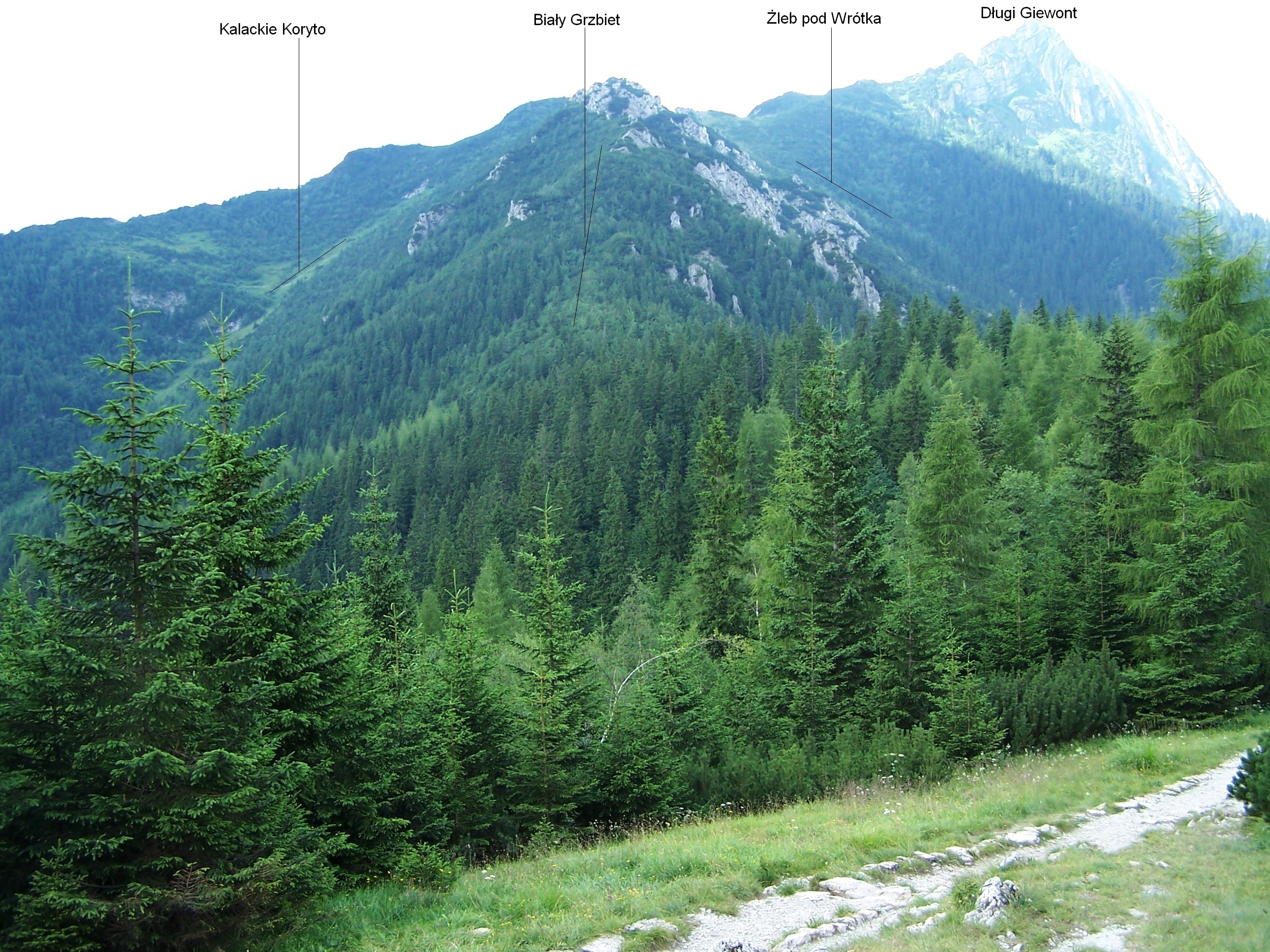
Widok ze ścieżki nad Reglami

Biały Grzbiet – odcinek grani łączącej Długi Giewont z Małą Krokwią w masywie Krokwi (od Kalackiej Kopy do Przełęczy Białego). Grań ta w Kalackiej Kopie odbiega od grani Giewontu w północno-wschodnim kierunku i kolejno wyróżnia się w niej:
- Kalacka Kopa (1583 m),
- Wyżnia Przełęcz Białego (1331 m),
- Biała Czubka (1333 m),
- Niżnia Przełęcz Białego (1310 m)[2].

Południowo-wschodnie stoki Białej Grani to Kalacki Upłaz opadający do polany Kalatówki i Kalackiego Koryta. Stoki północno-zachodnie zwane Popod Perci opadają do Doliny Białego, są w nich dwa żleby: Żleb pod Wrótka i Żleb pod Patyki. Górna część Białego Grzbietu i górna część stoków opadających do Doliny Białego są skaliste.
Obecnie Biały Grzbiet jest zalesiony, ale ponad lasem wystają z niego pojedyncze wapienne skały. Dawniej był częściowo trawiasty, był wypasany i wchodził w skład Hali Kalatówki i Hali Białe. Przez obydwie Przełęcze Białego oraz północno-zachodnimi stokami Białego Grzbietu biegnie Ścieżka nad Reglami. Istniał dawniej niebiesko znakowany szlak prowadzący od Przełęczy Białego Białym Grzbietem pod przełęcz Wrótka.
Szlaki turystyczne
 Ścieżka nad Reglami, odcinek: Kalatówki – Biały Grzbiet – Dolina Białego